# 副腎白質ジストロフィー
副腎白質ジストロフィー（ふくじんはくしつジストロフィー、英：Adrenoleukodystrophy, ALD）は、先天的な脂質代謝異常によって脱髄が起こる白質ジストロフィーないしペルオキシソーム病の一種である。特定疾患として認められた難病の1つである。略称は、ALD。

## 概説
この疾患は、健常者ならば持っている長鎖脂肪酸を正常に代謝するための酵素が先天的に欠損しており、そのため代謝異常によってこの長鎖脂肪酸が正常に排出されず、神経細胞内に蓄積する。神経細胞に蓄積した長鎖脂肪酸は、ミエリンと呼ばれる中枢神経系の髄鞘を剥ぎ取り、そのことによって脳の白質を傷つけるという病気である。
男性は1つ、女性は2つ持っているX染色体に存在するALD遺伝子の異常でおこる遺伝性の病気であり、原因遺伝子が性染色体の上にあるため、異常な遺伝子を持つX染色体を受け継いでも、X染色体を2つ持つ女性はもう片方が正常であれば、異常な染色体の役割を代理するので病気になることはほとんどないが、X染色体が元々1つしかない男性は発症しやすい（伴性遺伝）。そのため、女性、つまり母親側がキャリアとなり、約50%の確率で男児にのみ発症するのである。
症状は人によってまちまちだが、小児発症の場合は過敏症が先に現れ、学校や社会生活などでヒステリー様の症状として気づかれ、学校等での行動異常、学力低下、次第に無言症、歩行不安、失明、皮膚の剥離とさまざまな症状が現れ、約2年で死亡と予後は不良。症状は多く急速に進行する。

## 予防
「ロレンツォのオイル」と呼ばれるエルカ酸とオレイン酸混合物は、進行した症状を改善させないが、症状の進行・予防には有用であると報告された。

## 扱われた作品
- ロレンツォのオイル/命の詩（映画）
- ER緊急救命室（シーズン5 (TV)）
- ナイトシフト 真夜中の救命医（シーズン2 #13 (TV)）